# Луминиш (Њамц)
Луминиш (рум. Luminiș) насеље је у Румунији у округу Њамц у општини Пиатра Шоимулуј. Oпштина се налази на надморској висини од 310 m.

## Становништво
Према подацима из 2002. године у насељу је живело 2557 становника, од којих су сви румунске националности.